# 天文學家 (弗美爾)
《天文學家》是荷蘭黃金時代畫家弗美爾繪製的一幅油畫，完成于1668年，現藏於巴黎盧浮宮。
17世紀的荷蘭繪畫中，科學家一直是個很受歡迎的主題。除去這幅作品之外，弗美爾本人還曾畫過《地理學家》。這兩幅畫畫的都是同一個人，一般認為此人即列文虎克。2017年的一份研究顯示，這兩幅畫連畫布都是出自同一匹布料。